# Stephen J. Rivele
Stephen J. Rivele (Filadelfia, 6 maggio 1949 – Pasadena, 17 maggio 2024) è stato uno sceneggiatore statunitense.

## Carriera

### In coppia con Chris Wilkinson
Negli anni '80, tramite amici in comune, Rivele, all'epoca ancora un romanziere e giornalista investigativo free-lance, fece la conoscenza di Christopher Wilkinson, sceneggiatore alle prime armi. In quel periodo, Rivele durante il lavoro su un pezzo, ebbe l'idea di poterlo usare come spunto per un potenziale film, pensando di chiamare Wilkinson per farsi aiutare. Cinque anni dopo, i due terminarono la sceneggiatura, inviandola alla compagnia di produzione HandMade Films.
Nei primi anni '90, Oliver Stone annunciò che avrebbe diretto un film su Richard Nixon. Wilkinson si mostrò in un primo momento disinteressato, così come anche Rivele, ma dopo alcune settimane, vista l'attenzione suscitata dal film, i due si misero al lavoro su un cartaceo, spedendolo via fax all'indirizzo di Stone. Nonostante il duo pensasse che Stone non avrebbe mai accettato di dirigere il loro lavoro, il giorno seguente, invece, il regista li contattò, offrendogli un posto da sceneggiatori sotto contratto. I due impiegarono sei settimane a scrivere il film, utilizzando all'incirca 70 fonti su cui basarsi.
Dopo aver lavorato ben nove settimane alla scrittura di Alì con Will Smith, ispirato alla vita del pugile Muhammad Ali, i due si occuparono anche della scrittura di alcuni progetti cinematografici rimasti in sviluppo, come Houdini di Ang Lee e Sins of the Father di Jim Sheridan. Nel 2003 la Warner Bros. incaricò Wilkinson e Rivele di scrivere Kleopatra, un progetto epico per ridare vistosità al genere peplum tratto dell'omonimo romanzo storico di Karen Essex, anticipandogli 1,5 milioni di dollari per la sola scrittura del trattamento. I due spesero oltre sei mesi di lavoro per scrivere la prima bozza di sceneggiatura, a causa della storicità del materiale di fondo ricco di dettagli difficili da mettere su pellicola, ma anche per le difficoltà portate dall'adattare per il grande schermo un personaggio già trasposto 17 volte nel passato, cercando quindi, qualcosa di nuovo per dare un nuovo contorno alla storia.
Insieme al socio Wilkinson, scrisse la sceneggiatura e/o collaborò alla scrittura di diversi film previsti per il futuro, tra i quali Embedded, Moneyball, Pawn Sacrifice, Mulkey e un film sul defunto cantante Tupac Shakur.

## Filmografia
- Gli intrighi del potere - Nixon (Nixon) (1995)
- Alì (2001)
- Io e Beethoven (Copying Beethoven) (2006)
- Un soffio per la felicità (Like Dandelion Dust) (2009)
- Miles Ahead, regia di Don Cheadle (2015) - soggetto